# Мой дом — театр
«Мой дом — театр» — биографический фильм Бориса Ермолаева.

## Сюжет
Биографический фильм о первом периоде творчества русского драматурга А. Н. Островского. Публикация его первой пьесы «Банкрот» приносит ему успех. Он начинает работать с великими актёрами Малого театра, где были поставлены пьесы «Свои люди — сочтёмся», «Гроза».

## В ролях
- Александр Кайдановский — А. Н. Островский
- Валентина Малявина — Любовь Павловна Косицкая
- Галина Польских — Агафья Ивановна, жена Островского
- Олег Янковский — Дмитрий Андреевич Горев, провинциальный трагик
- Владимир Заманский — Михаил Петрович Погодин
- Леонид Кулагин — Пров Михайлович Садовский
- Олег Анофриев — Шмыга
- Константин Воинов — Алексей Николаевич Верстовский
- Сергей Дрейден (Донцов) — судейский чиновник
- Борис Иванов — Михаил Семенович Щепкин
- Герман Качин — Сергей Васильевич Васильев
- Игорь Кашинцев — Александр Михайлович Гедеонов
- Никита Подгорный — Аполлон Григорьев
- Виктор Шульгин — Богданов
- Лариса Вадько — Софья Павловна Акимова
- Дмитрий Орловский — швейцар в театре
- Вивиан Михалкова — графиня Ростопчина

## Съёмочная группа
- Автор сценария: Сергей Ермолинский, Владимир Лакшин
- Режиссёр: Борис Ермолаев
- Оператор: Роман Веселер
- Композитор: Моисей Вайнберг
- Художник: Борис Бланк
- Звукооператор: Ян Потоцкий